# Grêmio Osasco Audax
Grêmio Osasco Audax, kurz GO Audax oder Audax, ist ein brasilianischer Fußballverein in Osasco im Bundesstaat São Paulo.

## Geschichte
Der Verein ist am 8. Dezember 1985 unter dem Namen Pão de Açúcar Esporte Clube („Zuckerhut Sportverein“) von den Besitzern der brasilianischen Supermarktkette Pão de Açúcar als Leichtathletikverein für Kinder und Jugendliche gegründet wurden. Erst 2003 wurde auch eine Jugendfußballabteilung eingerichtet, aus deren Nachwuchs schließlich 2007 eine Profimannschaft aufgestellt werden konnte, die vom Paulista-Landesverband FPF die Starterlaubnis für die Segunda Divisão, der vierten Spielklasse der Staatsmeisterschaft von São Paulo, erhalten hat. Schon 2008 gelang als Ligameister der Aufstieg in die Série A3 und 2009 umgehend der in die Série A2.
Am 17. Juli 2011 ist der Vereinsname in Audax São Paulo Esporte Clube (Audax SP) umbenannt wurden, um eine gemeinsame Anhängerschaft mit Audax Rio de Janeiro zu generieren, dem zweiten von Pão de Açúcar betriebenen Profiverein. Am 28. April 2013 machte der Verein seinen Aufstieg in die Série A1 perfekt, der höchsten Spielklasse im Staat São Paulo. Unmittelbar darauf hat am 22. Mai 2013 das französische Handelskonsortium Croupe Casino die Aktienmehrheit und damit auch den Besitz des Vereins von Pão de Açúcar übernommen. Da die neue Konzernleitung in Saint-Étienne ihr Geschäftsfeld allein auf den Handel beschränken wollte und aus Kostengründen nicht den Unterhalt zweier brasilianischer Profiteams zu tragen bereit war, wurde deren Abstoßung beschlossen. Am 22. September 2013 wurde Audax SP an Mario Teixeira verkauft, Präsident der Banco Bradesco und Vorstandsmitglied des Lokalrivalen Grêmio Esportivo Osasco. Mit dem Besitzerwechsel ist auch die Änderung auf den aktuellen Vereinsnamen und die Annahme eines neuen Clublogos einhergegangen, welches dem des Grêmio Esportivo entliehen ist.
Die Saison 2016 markiert die bisher erfolgreichste Spielzeit in der Vereinsgeschichte des GO Audax. Im ersten Halbjahr ist dem Club in der Staatsmeisterschaft nicht nur erstmals die Qualifikation für die Finalrunde gelungen, er hat sie als Außenseiter auch bis in das Finale bestritten. Auf dem Weg hat man unter anderem im Viertelfinale den São Paulo FC und im Halbfinale den amtierenden brasilianischen Meister SC Corinthians eliminieren können. Erst im Finale hat man sich dem Titelverteidiger Santos FC nach einem 1:1 und 0:1 geschlagen geben müssen. Der Finaleinzug hat allerdings die erstmalige Qualifizierung des Clubs für die Serie D der nationalen brasilianischen Meisterschaft im zweiten Halbjahr 2016, wie auch die für die Copa do Brasil 2017 nach sich gezogen.

## Frauenfußball
2015 hat GO Audax seine Frauenfußballabteilung gegründet, die heute ein Erstligateam Brasiliens ist.

## Erfolge
- Staatsmeisterschaft von São Paulo: Vizemeister 2016

## Ehemalige Spieler
- Bruno Peres (Jugend und Profi 2008–2012)
- Paulinho (Jugend 2006, Profi 2008–2009)